# Sportjournalist
Een sportjournalist is een journalist die zich specifiek richt op het onderwerp sport. Hij kan zich bezighouden met schrijven van sportartikelen in kranten of tijdschriften, of is verbonden aan een sportprogramma op radio of televisie. Er zijn ook sportjournalisten die zich specialiseren in een beperkt aantal specifieke sporten.
Hoewel er in vroeger tijden ook al over sport geschreven werd, dateert de moderne sportjournalistiek uit de 19e eeuw. In 1853 werd in Engeland het sportblad The Field opgericht, dat waarschijnlijk het eerste in zijn soort was. De sportjournalistiek in de Lage Landen ontstond rond 1900. Pioniers waren onder anderen Joris van den Bergh in Nederland en Karel Van Wijnendaele in Vlaanderen.